# Villers-la-Tour
Villers-la-Tour is een dorp in de Belgische provincie Henegouwen en een deelgemeente van de Waalse stad Chimay. Villers-la-Tour was een zelfstandige gemeente, tot die bij de gemeentelijke herindeling van 1977 toegevoegd werd aan de gemeente Chimay. Het dorp is gelegen op de rand van de Kalksteenzoom en de Ardennen
Villers-la-Tour had een eigen station Villers-la-Tour.

## Demografische ontwikkeling
- Bronnen:NIS, Opm:1831 tot en met 1970=volkstellingen, 1976= inwoneraantal op 31 december